# Harvey Birdman, Attorney at Law
Harvey Birdman, abogado o Harvey Birdman (en inglés estadounidense Harvey Birdman, Attorney at Law) es una serie animada de comedia, creada por Michael Ouweleen y Erik Richter, producida por los estudios Williams Street y emitida por la cadena Cartoon Network durante el bloque nocturno de programación para adultos Adult Swim. La serie tuvo su primera aparición en 2000, siguiendo por unas series episódicas en 2001. El show, una parodia de los dramas legales norteamericanos, gira en torno al día a día de las actividades de Harvey Birdman, un ex-superhéroe, y actual abogado; y de principalmente superhéroes — por ejemplo, "El Jefe Apache" —, y otros personajes característicos que aparecieron originalmente en distintos dibujos animados de la productora Hanna-Barbera Productions. El personaje de Birdman se basó en el protagonista original de una serie producida por Hanna-Barbera en el año 1967 llamada Birdman y el trío galaxia. 
El show mismo fue producido por Cartoon Network, Williams Street Productions y los estudios Turner, quienes poseen los derechos sobre todos los personajes de Hanna-Barbera utilizados en el show. La serie concluyó el 22 de julio de 2007 en Estados Unidos, con 4 temporadas y 39 episodios.

## Trama
La serie “Harvey Birdman, abogado”, nos presenta al ex-superhéroe Harvey Birdman, protagonista de la serie Birdman y el trío galaxia, en su nuevo trabajo como abogado en la firma de abogados “Sebben y Sebben”, al lado de su fiel amigo el águila Vengador, y bajo las órdenes de su jefe Phil Ken Sebben (quien una vez fuera Halcón Siete, su jefe en la serie anterior), y luchando para ganar los casos que se le presentan. Sin embargo, Harvey se encuentra en esa firma litigando contra cuatro de los villanos que derrotó en el pasado, y que ahora también se han vuelto abogados o jueces. 
Aparte de convivir con sus ex-enemigos, también lleva el día a día con personajes de Hanna-Barbera; donde la mayoría de los casos que Birdman atiende, son problemas legales sobre personajes de dibujos animados de Hanna-Barbera de las décadas de los años 1960 y los 1970, a los que el protagonista defiende como puede; siempre apelando a su sentido de la justicia, su humanidad y bondad, y por supuesto, su gran sentido del humor y del deber.
Ya que se basa en muchos personajes, cultura y objetos de los años 60 (sobre todo en personajes estereotípicos de la TV clásica), la serie desarrolla en todos sus episodios una aguda forma de parodia hacia los mismos, mostrándolos muy diferentes a como eran en sus series originales. Así, muchos episodios giran en torno a muchos mitos sobre estos personajes clásicos de Hanna-Barbera, como el de Shaggy y Scooby-Doo consumiendo drogas.
Como dato curioso, esta es la primera serie de los estudios Williams Street en mantener una continuidad durante todos sus episodios. Así, por ejemplo, nos muestra que Harvey se convirtió en abogado, debido a la gran cantidad de criminales que debió combatir en su trabajo anterior, y que finalmente le obligaron a renunciar. Lo que Harvey no sabía, era que sus enemigos se habían cansado de ser vencidos, y habían tenido la misma idea que él. Sin embargo al encontrarlos de nuevo, los súper villanos de antes ya no eran tan fríos, sino que tenían personalidades más humanas y realistas; como es el caso del científico malévolo Miron Reducto (el cual aún lleva su arma reductora), y que es representado como un paranoico y nervioso abogado acusador.
Según una entrevista realizada con motivo del final de la serie, los creadores Michael Ouweleen y Erik Richter comentaron que The Cartoon Network, Inc. les había dado una licencia para usar todos los personajes de Hanna-Barbera que quisieran para el show. Con el tiempo, tras haber utilizado todos los personajes que ellos inicialmente querían usar, empezaron a interesarse más en los personajes regulares. Sin embargo, quedaron algunos personajes cuyos derechos no eran completamente propiedad de Hanna-Barbera que nunca se llegaron a usar, como Los Snorkels. Ouweleen y Richter querían usarlos para hacer un episodio sobre ellos sufriendo modificaciones genéticas a causa de fallas de investigación o pesca excesiva. Con el objetivo de lograr la mayor precisión y fidelidad en la serie, los personajes fueron diseñados siguiendo un manual de estilo empleado por los estudios Hanna-Barbera para que resulten iguales al original. Aunque la primera temporada fue animada con animación tradicional, las temporadas restantes fueron animadas usando Adobe Flash. La razón del cambio, fue que el estudio de animación estaba teniendo dificultades para mantener el rápido ritmo del programa, y por lo tanto, la producción de los episodios se ralentizaba debido a las constantes tomas. Animando la serie en los Estudios Turner en Atlanta, Georgia, con Flash, no solamente se corrigieron los problemas más rápido, sino que se redujeron considerablemente los costes de producción. Algo de la animación para el show fue hecha también en Bardel Entertainment, en Vancouver, (Columbia Británica).

## Personajes principales
- Harvey Birdman: (Estrella de la serie de Hanna-Barbera Birdman y el trío galaxia). El joven Harvey, un ex-superhéroe, empieza una nueva carrera en la que espera tener éxito: ser un abogado. Aún obtiene su energía y superpoderes del Sol, los cuales se debilitan si se aleja de él por mucho tiempo. Puede volar con sus alas de pájaro, disparar potentes rayos de energía solar de sus manos, y crear escudos protectores hechos de energía solar. En la serie, él ha mencionado que la energía del Sol es absorbida por la insígnea o cresta que está en su casco, aunque no está muy seguro de ello. Firme en las cosas que dice, con un gran sentido de la bondad y la justicia, y como siempre con una gran habilidad para la deducción y para la argumentación, Birdman sale a defender a otros personajes de Hanna-Barbera vestido con una máscara, un traje y un antifaz, listo siempre para volver a luchar contra sus enemigos, ahora en este nuevo campo.
- Vengador: El mejor amigo de Birdman, que según se revela en la serie, se conocen desde que Birdman tenía 16 años. Es un águila gigante y morada; gran compañero de aventuras de Birdman, que ahora le acompaña como su secretario. Usualmente se le ve tomando dictado en una máquina de escribir, o archivando los papeles de Birdman. A pesar de no poder hablar, está claro que Vengador sigue entendiendo el lenguaje humano, y también que Birdman sigue entendiendo cada cosa que su amigo dice, tal y como ocurría en la serie original.
- Maní: Es un joven obsesionado con el sexo, el cual fue contratado por Birdman para ser su asistente jurídico. Este personaje sería como una especie de nuevo Birdboy (el muchacho ayudante de Birdman de la serie original), aunque los poderes de Maní ya no provienen de su cuerpo. Sus alas son mecánicas, y su escudo y rayos de energía, provienen de unas bandas de poder que usa en sus muñecas. Posee un gran sentido del humor, es exagerado, a veces desconcertantemente calculador, trabaja por su cuenta y algunas veces le saca provecho a situaciones para su propio beneficio. A menudo puede verse tramando en oculto algún secreto y sórdido plan (cuando lo hace habla muy bajo y en murmullos), frecuentemente con fines sexuales, y se le puede ver tratando de enamorar sin éxito a las clientes femeninas de Birdman (como Daphne, la chica de la serie Scooby-Doo). Usa un suéter rosado o verde, y a veces compite con Vengador, como cuando ellos estaban cavando un agujero en medio de la oficina de Birdman, o también cuando juegan Foozball, y golpean a Birdman con un avión de juguete. Maní habla japonés, español y también francés. Por razones desconocidas, en los últimos 7 episodios de la serie que constituyen la cuarta temporada, en el doblaje mexicano a Maní se le comenzó a llamar por su nombre en inglés, Peanut, aunque siguió siendo doblado por el mismo actor, Irwin Daayán. Apareció por vez primera en el episodio III, “Shaggy y Scooby, arrestados”.
- Phil Ken Sebben: Es el presidente, director y cofundador de la firma de abogados "Sebben & Sebben". En la serie original, trabajaba como jefe del gobierno y de la seguridad internacional (y como jefe de Birdman), bajo el nombre de "Halcón Siete" ("Falcon Seven" en inglés). Se le reconoce por su pelo rubio, traje oscuro, y porque sigue teniendo un parche que cubre uno de sus ojos. Cofundó la firma a los 26 años junto a su hermano gemelo Bill, de quien se distingue porque los dos usan el parche en ojos opuestos. Como en la serie original, le da órdenes a Birdman; pero debido a su carácter algo trastornado, algunas de estas no son las más correctas. Toma decisiones alocadas o solamente las que le convienen, y es de trato injusto en ocasiones con sus empleados (como cuando quiso aumentar el presupuesto de la compañía, convenciendo a los empleados de que vendieran opio). Su característica más notable es reír, luego de decir una frase de doble sentido o una incoherencia; seguida de una broma o chiste corto; tal y como ocurre en el quinto capítulo, donde se muestra que su brazo se había torcido en su espalda después de haber caído de un edificio. Al levantarse, le dice a alguien que pasaba por ahí: “Señora, necesito un tirón. ¡ja ja ja!... dislocación”. Tiene muchos problemas de visión: está ciego del ojo que no cubre su parche, y según él, ve las cosas de la izquierda 3 pies más lejos de lo que realmente están, por lo que debe contar. Este problema provocó la muerte de Birdman en el capítulo final de la serie, cuando Phil lo atropelló con un autobús que chocó contra un edificio, y luego confirmó el hecho mostrándoles a todos la sangre de Birdman, causando que todos rieran, como pasa siempre al final de la mayoría de capítulos. Aparentemente, murió en el episodio 35 de la serie, "El Niñero", por lo que su hija Judy asumió la dirección de la firma de abogados. Primera aparición: Episodio IV: "Bombas con chocolate".
- Pepe Pótamo: El protagonista de la serie de 1964 «Pepe Pótamo y So So», fue llamado por Birdman para trabajar como abogado en la firma. De él se puede decir que no toma muy en serio su trabajo. Es más conocido por su típica frase “¿Recibiste eso que te envié?”, (“Did you get that thing I sent you?”, en inglés). A veces lleva la frase a un nivel demasiado personal (por ejemplo, se enoja o se pone triste cuando alguien no recibe lo que envió), y hasta a un nivel espiritual (como cuando se lo muestra como un dios, y la frase es usada como enfoque central de la religión). Ha sido pescado muchas veces teniendo sexo o besándose con mujeres en la oficina (las más veces, en el escritorio), tras lo cual exclama un rápido: “¿Qué diablos?”. Tiene una relación amor-odio con la hija de Phill y, más adelante, adquiere la habilidad de transformarse en el increíble Hipo, cuando alguien provoca su enojo. Primera aparición: Episodio VII: “El canino muerto, primera parte”.
- Myron Reducto: Reducto, el científico creador de un arma encogedora con la que amenazó al país en la serie original, ahora es un abogado de "Freezoid, Zarog & Skon", uno de los mayores oponentes en la corte de Birdman, y uno de sus amigos más cercanos. Es un hombre verde, y pequeño a causa de haber sido disparado con su propia arma por Birdman en la serie original. Aún lleva esa arma, con la que dispara cada vez que está enojado. Está obsesionado con cosas o personas más pequeñas que él, como por ejemplo La hormiga atómica, o Pulgarcito, investigador privado, o como cuando se obsesiona con el tamaño pequeño de los pies de la doctora Musical, una experta en música que apareció en el capítulo n.º 5. Usualmente responde con su típico "¡Atrás!", amenazando con su pistola encogedora a los que estén delante. Él y Birdman se reúnen en un bar llamado "Bird Cage" y algunas veces se oye a Reducto teniendo monólogos, debido a su paranóia de creer que hay conspiraciones de gente que no es igual de pequeña que él. Primera aparición: Episodio II: "Algo muy personal".
- Juez Mental, “El raptor de mentes”: Antes era enemigo de Birdman, y en la serie original se le conocía con el nombre de "Mentor, el ladrón de mentes". Apareció en el episodio del mismo nombre, controlando la mente de Birdman y obligándolo a destruir a Vengador, y usándolo luego para apoderarse del gobierno de los Estados Unidos. Birdman logró liberarse y destruyó un proyectil atómico que Mentor lanzó hacia la capital de un gobierno extranjero para causar una guerra. Luego de esto, el superhéroe destruyó la guarida de Mentor, frustrando sus planes. Mentor escapó, jurando que algún día se volverían a encontrar. Ahora, Mentor aparece en esta nueva serie con el nombre de "Mental", con una personalidad bromista y un carácter inmaduro e infantil. Funje como juez cuando no está presente Hiram Mightor. Es un extraterrestre de piel verde, rostro de forma triangular y luminosos ojos amarillos, lleva una camisa de color negro con una túnica púrpura y tiene una M sobrepuesta en su rostro, bordada en su camisa y en su barba y cabello. Sus poderes incluyen la teletransportación, telepatía (o lectura de mentes), hipnotismo y telekinesis, pero casi no los usa, a menos que sea para presumir o divertirse a sí mismo. Es de carácter algo lunático, por lo que a veces predice el resultado de los casos antes de que estos siquiera empiecen. De hecho, durante los casos, solo está sentado y aburrido, con una mirada sin expresión y la cabeza apoyada en las manos. Le gusta usar sus poderes para hacer entradas espectaculares, como aparecer de una nube de humo salida de una tormenta eléctrica, y usa como mazo, un cerebro en un martillo. Ha tenido varios trabajos durante su estadía en la Tierra a lo largo de los siglos, desde ser un genio llamado Muftí, el Mizua de Muzita, trabajador sexual, Cossaco y maestro, además de haber sido supervillano y criminal. En el episodio "La Mente perdida", se reveló que Mental había sido enviado a la Tierra por sus padres cuando era niño para salvarlo, antes de que su planeta estallara. Irónicamente, cuando el cohete de Mental despegaba, la madre de Mental le gritó a su hijo: "¡Hagas lo que hagas Mental, nunca estudies leyes!". Primera aparición: Capítulo 5: "Enséñame tu salchicha".
- Juez Hiram Mightor: Antes era más conocido con el nombre de Mighty Mightor, y era también un personaje de Hanna-Barbera, un joven de la era prehistórica que se convertía en superhéroe obteniendo sus poderes de un mazo. Ahora, es juez de la corte de Birdman, se viste con ropa tradicional de juez, pero sigue usando su sombrero con cuernos. Su característica más notable es no saber o decir mal el nombre de Birdman, (pronunciándolo "Señor Birdgüenza, señor Binagre, etc). En el capítulo 6, es enterrado bajo una enorme piedra por la mafia conducida por Pedro Picapiedra, al negarse a ayudarlos en dicho caso. Sin embargo reaparece en episodios futuros. Siempre se nota explícitamente su estado de ebriedad. Primera aparición: Primer capítulo: "La custodia de Bannon".
- Judy Ken Sebben o Birdgirl: Es la hija de Phil, quien al conocer a Birdman, se empieza a interesar por su trabajo, tanto de abogado como de superhéroe. Al conocerlo, poniéndose un antifás y botas, se transforma en Birdgirl y ayuda a Birdman como lo haría una superheroína / abogada. Cuando actúa como Birdgirl, es acosada por su propio padre Phil, quien no se da cuenta de que aquella chica que intenta enamorar es su hija. Debido a eso, constantemente tiende a hacer monólogos sobre su identidad secreta y los problemas que esta trae, sin darse cuenta de que todos la están escuchando, pero aun así nadie dice nada al respecto. Al final de la serie, después de que Phil fuera supuestamente muerto por un autobús, ella toma control de la firma. Primera aparición: Episodio XXIV: "Birdgirl y Guantanatopo".
- X, El Eliminador: Es uno de los mayores enemigos de Birdman. En la serie original, era un súper villano que fue enviado por la organización conocida como el “Temido Sindicato del Terror”, para matar a Birdman y traer como prueba la insignia o cresta de su casco, tras lo cual se le daría un millón de dólares. En esta serie, después de años de haber estado intentando matar a Birdman, X se ha obsesionado con esto, al punto de seguir a Birdman a todas partes, a pesar del hecho de que Birdman casi se había olvidado de él, hasta que se volvieron a encontrar cuando X fue a buscarlo a la firma de abogados. Constantemente llega a la oficina de Birdman para destruirlo, usando siempre su arma: una "consola de la muerte plateada" con un rayo reversible, que necesita enchufarse (ya que usa tecnología de los años 60), y demora en cargar, por lo que Birdman tiene tiempo para escapar. Primera aparición: Episodio IX: X, el Eliminador.
- Vulturo: Conocido como Vulturo, príncipe de las tinieblas en la serie original, fue un formidable enemigo de Birdman, quien fue contratado por el sindicato del terror para matar a Birdman, para lo cual diseñó poderes que superasen los de su enemigo. Después de ser vencido y escapar, él y Birdman se volvieron a encontrar en la corte, donde Vulturo es también abogado y normalmente pierde los casos en contra de Birdman. Usa una máscara y un traje formal, pero sigue viajando en su "Vulturonave", y su más notable característica es su impedimento para hablar. En una ocasión, tuvo la ayuda del mejor amigo de Birdman, Vengador, pero decidió despedirlo. Primera aparición: Primer episodio: "La custodia de Bannon".
- Profesor Elliott Taggart: Conocido como “El duplicador mortal”, apareció en un episodio de Birdman donde luchó con él, y ahora, aún continúa siendo su enemigo y odiándolo a muerte. Trabaja en el servicio de copiado de la firma, y vive en una casa donde tiene dos de cada cosa. También trabaja asistiendo con equipo de oficina a los empleados, y dándoles dos de cada cosa, excepto engrapadoras. Sigue teniendo el poder de lanzar unos rayos que crean duplicados vivos de cosas y personas humanas. En el episodio 38, Mental le pidió al duplicador que creara una copia de Birdman para que lo ayudara mientras este trabajaba como jurado. En esta serie apareció por primera vez en el fondo durante la demanda de Murro el merodeador contra Birdman (no habló), y de ahí en adelante se volvió un personaje recurrente que está determinado a destruir a Birdman. Apareció hablando por primera vez en el episodio 31: "Robo de identidad".
- Zardo: Otro enemigo de Birdman, que aparentemente ha dejado de serlo en esta serie. Es el mejor amigo de X, y nunca es visto sin su casco (a través del cual solo se ven sus ojos), y siempre trata de ayudar a X en todo lo que puede, a pesar de que este no le presta mucha atención. Primera aparición: Episodio IX: "X el Eliminador".

### Otros personajes
- El Jefe Apache: Fue un superhéroe menor y exmiembro del famoso grupo de los superamigos, cuyo poder es aumentar a un inmenso tamaño. Buscó ayuda de Birdman luego de que derramara café caliente sobre él, quemando sus genitales y perdiendo la habilidad de "crecer". De ahí en adelante, aparece varias veces, generalmente porque Birdman le considera un amigo y le pide consejos. Es el único personaje de la serie que aún trabaja como superhéroe, aunque como quedó demostrado en varios episodios, también tiene otros trabajos como actuar en películas pornográficas. Primera aparición: Capítulo II: "Algo muy personal".
- Volcán Negro: Otro superhéroe menor, también exmiembro de los superamigos (también conocido como Vulcano Negro), cuyo poder es lanzar rayos, que él define como «Electricidad pura..., en mis pantalones». Insiste en que lo llamen "Super voltaje", aunque ha aceptado llamarse Volcán Negro, pese a que dijo que le habían puesto ese nombre por razones raciales. En casi todas sus apariciones, otro personaje dice una frase mostrando una broma visual, tras lo cual Vulcano agrega la frase "en sus pantalones". Primera aparición: Episodio II: "Algo muy personal".
- Stan Freezoid: Antes conocido como el "doctor Polar", fue un enemigo de Birdman en la serie original. Ahora, es un abogado y sigue teniendo el poder de congelar todo lo que toca. Aunque a simple vista parece un buen sujeto, tiene un terrible temperamento cuando alguien lo ignora o le hace enojar. Reducto dijo en un capítulo que él era el mejor abogado defensor que había, aunque es de lejos el villano más excéntrico de todos. Pertenece a la firma de abogados "Freezoid, Zarog & Skon", un bufette conformado por otros villanos de la serie original de Birdman. Primera aparición: Episodio VIII: "El canino muerto, segunda parte".
- Espiral (Spyro): Este personaje no es identificado con su nombre real en esta serie, todos lo llaman "Organizador" o "Señor Organizador", (su nombre completo en inglés es "Evelyn Spyro Throckmorton"). Espiral fue otro de los enemigos de Birdman, que apareció en el episodio "El Tren Atómico" de la serie original de 1967, como el jefe de una cadena de espías que no sólo intentaron matar a Birdman sino también robar una cápsula espacial del gobierno. Su personalidad ruda y despiadada en ese episodio, fue remodelada para esta serie. Ahora, Espiral es un abogado terco y empecinado en lo que dice, pues siempre trata de ganarle a Birdman en todos los casos sin importar si sus argumentos no son ciertos. Es empeñoso y dramático, y se caracteriza por su gran amor por la actuación, tanto así que gusta de ponerse a representar obras teatrales en medio de los casos. Se asume que su carácter es así porque, según se reveló en su primera aparición, sus amigos lo golpeaban e ignoraban en el colegio, luego en la universidad de Yale y así en todas partes. Primera aparición: Episodio III: "Shaggy y Scooby, arrestados".
- Gigi: Mujer interesada y atractiva, que apareció por primera vez como instructora en un gimnasio. Ha estado casada muchas veces, y no se ha divorciado nunca. Aparece teniendo sexo y besándose con todos los personajes de la corte de Birdman, excepto el mismo Birdman, (aunque él fue uno de sus esposos), antes de dejarla. Está basada en el personaje de Gravitania (llamada en inglés Gravity Girl, ya que tomando las iniciales de su nombre y juntándolas se obtiene Gigi), quien fue uno de los personajes originales de la serie El trío galaxia. Sus compañeros del trío galaxia (Vaporel y Meteórix), también han sido parodiados en esta serie, como sus enamorados recurrentes Vince y Terry. Primera aparición: Episodio XIII: "Gigi en la ducha".
- Debbie: Es la secretaria y asistente de Birdman, y solo es mostrada en un par de episodios. En la mayoría de capítulos, solo se oye su voz en el intercomunicador de Birdman. Además, se encarga de recibir y hacer entrar a los clientes de su jefe. Está demostrado que no le gusta mucho su trabajo, y que Birdman depende enormemente de ella y extraña su presencia cuando no está. Su voz se oye por primera vez en el primer episodio, y aparece completamente en el episodio "X, el Eliminador".

## Episodios
Fueron producidos 39 episodios de "Harvey Birdman, abogado" (cada uno de 12 minutos de duración aproximadamente), los cuales fueron inicialmente transmitidos por la cadena Cartoon Network en los Estados Unidos durante el bloque nocturno Adult Swim, desde el 30 de diciembre de 2000, culminando con su último episodio (de 30 minutos de duración), el 22 de julio de 2007. En Latinoamérica, el primer episodio fue mostrado el viernes, 7 de octubre de 2005, siendo este el primer programa estrenado en Adult Swim para la región hispanoamericana, y se mantuvo al aire en Cartoon Network hasta la cancelación del bloque el 7 de marzo de 2008, habiéndose emitido solo 32 de los 39 episodios de la serie. Los siete episodios restantes fueron emitidos por el canal de cable I.Sat, el cual pasó a transmitir el bloque Adult Swim para Latinoamérica. Estos últimos siete episodios no fueron vistos la última vez que I.Sat transmitió la serie (de mayo a junio de 2010), aunque sí se emitieron en reposiciones anteriores.

## Recepción
La serie gozó de gran fama y popularidad en todo el mundo, y fue bien recibida por los fanes de la nueva animación y de los personajes clásicos de Hanna-Barbera, debido a que veían en ella una manera de revivirlos. Harvey Birdman, abogado fue nombrada como la mejor serie animada en el puesto 91 en el sitio de entretenimiento IGN, siendo comparado con otro show de culto, Fantasma del Espacio de costa a costa (también un programa protagonizado por personajes de Hanna-Barbera), y se dijo que era un show brillante.

## Reparto

### Inglés
- Gary Cole: Harvey Birdman, Hiram Mightor
- Stephen Colbert: Myron Reducto, Phil Ken Sebben
- Thomas Allen: Maní
- John Michael Higgins: Mental, Zardo, Simiolón.
- Peter MacNicol: X el Eliminador
- Joe Alaskey: Pepe Pótamo (Temporada 1)
- Chris Edgerly: Pepe Pótamo (Temporadas 2+), DVD, voces adicionales, entre las cuales están el señor Finkerton, El fantasma revoltoso, Tinker, Canito, Cúmulus el rey de las tormentas, el Capitán Cavernícola, Panza, etc.
- Debi Mae West: Gigi
- Maurice LaMarche: Azul Falcon, Stan Freezoid, voces adicionales (la mayoría personajes invitados de Hanna-Barbera, entre los cuales se cuentan el jefe Apache, Pedro Picapiedra, Tiro Loco McGraw, el oso Yogui, Pulgarcito, el buggy veloz, el perro Canuto, Droopy, el Lagarto Juancho, Morocco Topo, Maguila Gorila, el señor Peebles, Shazzan, Nitrón la bomba humana, la hormiga atómica, entre otros)
- Neil Ross: Vulturo, Dr. Benton Quest (Cap. 1)
- Phil LaMarr: Volcán Negro, Hong Kong Phooey
- Matt Peccini: El oso
- Paget Brewster: Birdgirl
- Grey DeLisle: Debbie, Daphne Blake, doctora Gale Musical.
- Dee Bradley Baker: Jonny Quest (Cap. 1)
- Wally Wingert: Hadji (Cap. 1), Harry Deditos (cap. 11), Moby Dick, Super Sónico y Astro (cap. 15).
- Thom Pinto: Race Bannon (Caps. 1 y 29)
- Scott Innes: Shaggy (Cap. 3), Scooby-Doo (Cap. 3), Scrappy-Doo (Cap. 3)
- Tress MacNeille: Vilma Picapiedra (Cap. 6), Pebbles Picapiedra (Cap. 6)
- Josh Albee: Bobby.
- Lewis Black: Duplicador Mortal.
- Steven Blum: Yakky Doodle, Almejín o "Clamhead" (cap. 31).
- Bill Farmer: Inspector ardilla.
- Mark Hamill: Ricochet Rabbit
- Toby Huss: Ernie Devlin, Shadow el ladrón de cerebros (cap. 22).
- Diane Michelle: Ultra Sónico y Órbitus.
- Larry Morris: Harvey Birdman en segmentos no animados (varios caps).
- Laraine Newman: Dueña de la cafetería (cap. 2)
- Rob Paulsen: Pepe Trueno (cap. 20)
- B. J. Ward: Vilma Dinkley (cap. 3).
- Tom Kenny: El oso Boo Boo, Cometín Sónico, Don Gato y Cucho.
- Frank Welker: Fred Jones, Mandibulín, Biff y Vengador.

### Español - Hispanoamérica
- Idzi Dutkiewicz: Harvey Birdman, Hiram Mightor.
- Alejandro Vargas Lugo: Phil Ken Sebben
- Irwin Daayán: Maní (llamado Peanut a partir de cap. 33).
- Alfonso Obregón: Myron Reducto
- Ernesto Lezama: Mental, el raptor de mentes.
- Alfredo Gabriel Basurto: X El Eliminador, Tiro Loco McGraw (cap. 20).
- Jorge Ornelas: Pepe Pótamo
- Gabriel Gama: Stan Freezoid, Zardo, Tuerquitas (Cap. 14), Astro (Cap. 15), Benito Bodoque y Panza (Cap. 30), Shaggy (cap. 31), Voces adicionales.
- Martín Soto: Vulturo
- Romy Mendoza: Gigi
- Xóchitl Ugarte: Birdgirl (Judy Ken Sebben).
- Liliana Barba: Debbie.
- Sebastián Llapur Jefe Apache.
- Rolando de Castro: Espiral (Organizador)
- Alfonso Ramírez: Azul Falcon.
- Luis Daniel Ramírez: Jonny Quest (Cap. 1)
- Jorge Santos: Dr. Benton Quest (Caps. 1 y 29), duplicador mortal, voces adicionales.
- José Luis Orozco: Race Bannon (Cap. 1), Harry Deditos (cap. 11).
- José Antonio Macías: Hadji (Cap. 1).
- Rebeca Manríquez: Dueña de la cafetería (cap. 2), Doctora Gale Musical (cap. 5), Ultra Sónico (Cap. 15), Voces adicionales.
- Ricardo Tejedo: Fred Jones (Cap. 3)
- Irene Jiménez: Vilma Dinkley (cap. 3)
- Francisco Colmenero: Scooby-Doo (cap. 3), oso Yogui (cap. 4)
- Yolanda Vidal: Vilma Picapiedra (Cap. 6), Voces adicionales.
- Arturo Mercado: Shaggy (cap. 3), Pedro Picapiedra (cap. 6), Inspector ardilla (cap. 10), Pulgarcito (cap. 13), Canuto y Canito (cap. 17)
- Armando Réndiz: Ernie Devlin (caps. 12 y 24), y voces adicionales.
- Roberto Mendiola: Oficial de policía (cap. 3), Inspector ardilla (cap. 24), Batman (cap. 17), Listolín (cap. 16)
- César Arias: Doctor de Birdman, Profesor de escuela (cap. 26), Sr. Peebles (cap. 28), Jefe de la Liga de Magistrados (cap. 29), papá de Mental (cap. 30), voces adicionales.
- Víctor Ugarte: Bobby (cap. 12)
- Gabriel Ortiz: Amigo de Bobby (Cap. 12), Pepe Trueno (Cap. 20).
- Humberto Vélez: Fantasma Funky (cap. 14), Super Sónico (cap. 15).
- Eduardo Garza: Cometín Sónico (cap. 15).
- Mario Castañeda: Droopy (cap. 19)
- Gabriela Gómez: Norlisa (cap. 21).
- Carlos Segundo Bravo: Murro, el Merodeador (Cap. 22).
- Víctor Delgado: Vulcano Negro, Maguila Gorila (caps. 26 y 28), Don Gato (cap. 30, voces adicionales)
- Gerardo García: Gene Winkleman (cap. 28), Voces diversas.
- Eduardo Fonseca: Shazzan (cap. 33).
- Letreros y Traducción Verbal:
  - Rubén Moya: Lectura de Letreros (Capítulos 2-12)
  - Sebastián Llapur: Letreros (capítulos 1-17 y capítulo 21)
  - Gabriel Gama: Letreros (Caps. 20, 23, 24, 25 y 26)
  - Humberto Solórzano: Letreros (resto de la serie).
- Insertos de presentación:
  - Sebastián Llapur (Capítulos 1-17 y Capítulo 21)
  - Humberto Solórzano (resto de la serie).

Créditos técnicos:
- Estudio de doblaje: Estudios Candiani.
- Dirección de doblaje: Gabriel Gama.
- País de doblaje:  México

## Música
El famoso tema principal de la serie, es una versión editada de la canción "Slow Moody Blues", escrita por R. Tisley. El tema fue compuesto por uno de los creadores, Erik Richter, y la música original de la serie estuvo a cargo del diseñador de sonido Michael Kohler. Nótese que en algunas ocasiones dentro del programa, se usan restos de la música original de Hanna-Barbera de la serie de Birdman de 1967. La canción principal es interpretada en español por el actor mexicano Idzi Dutkiewickz pero únicamente en el doblaje latinoamericano, debido a que en el doblaje para España no se tradujo la canción y se dejó el tema en inglés. La letra del tema es la siguiente:

### Inglés
Harvey Birdman: "Ja!, um:
 Who's the man in the suit? 

who is the cat with the beak? 
 do you really want to feel him? 

Harvey Attorney 
 habeas corpus 
 Marvey Attorney!
Todos: "Harvey Birdman, Attorney at Law!".

### Español
Primera temporada:
Harvey Birdman: "¡Ja, úm!
 ¿quién es el nuevo galán?
 ¿quién es el gato con pico?
 ¿realmente quieres conocerlo?
 ¡Harvey abogado,
 habeas corpus,
 genial abogado!".
Todos: "¡Harvey Birdman, abogado legal!".
Segunda temporada:
Harvey Birdman: "¡ja!, úm:
 ¿quién es el hombre del traje?,
 ¿quién es el gato al acecho?.
 Realmente quieres conocerlo?

¡Harvey abogado,
 habeas corpus,
 genial abogado!".
Todos: "¡Harvey Birdman, abogado legal!".

## Videojuegos
Un videojuego basado en la serie, ha sido lanzado, y se encuentra disponible para PlayStation 2, Wii y PSP, en formato de una Consola de videojuegos.
Fue desarrollado por High Voltage Software (creadores de The Conduit), y publicado por Capcom, con mecánica de juego similar al juego Ace Attorney (que es también de Capcom), que nos presenta una serie de simulación de juicio. El videojuego fue lanzado el 8 de enero del año 2008 en Estados Unidos, siendo distribuido posteriormente en todo el mundo.